# Cavité souterraine de la Poinsonnière
La Cavité souterraine de la Poinsonnière est un réseau de galeries souterraines situés dans le département français de Maine-et-Loire et classé site Natura 2000 comme site d'intérêt communautaire (SIC) en raison de sa population de chauves-souris.

## Statut
Le site est classé Natura 2000 sous le numéro no FR5200635.

## Description
La Cavité souterraine de la Poinsonnière est une ancienne carrière souterraine de tuffeau et ancienne champignonnière.

## Faune
La Cavité souterraine de la Poinsonnière est considérée comme un site important en Maine-et-Loire pour l'hibernation des chauves-souris.
Elle héberge des populations de Barbastelle d'Europe, de Vespertilion à oreilles échancrées, de Vespertilion de Bechstein, de Grand murin, de Grand rhinolophe, de Petit rhinolophe et de Rhinolophe euryale (pour moins de 2 % de la population totale française).